# 石怀都
石怀都，元朝顺州人，石天麟之次子。
其兄石珪，官至河南行中书省右丞、南台御史中丞，石怀都袭任父亲石天麟担任的断事官，后升任刑部尚书、荆湖北道宣慰司（治所在中兴路，今湖北省荆州市）宣慰使。石怀都之子哈蓝赤，袭任断事官。